# Teddy Tour Berlin
Teddy Tour Berlin ist die weltweit erste Reiseagentur für gestresste Kuscheltiere. Sie wurde im Jahr 2005 gegründet.

## Geschichte

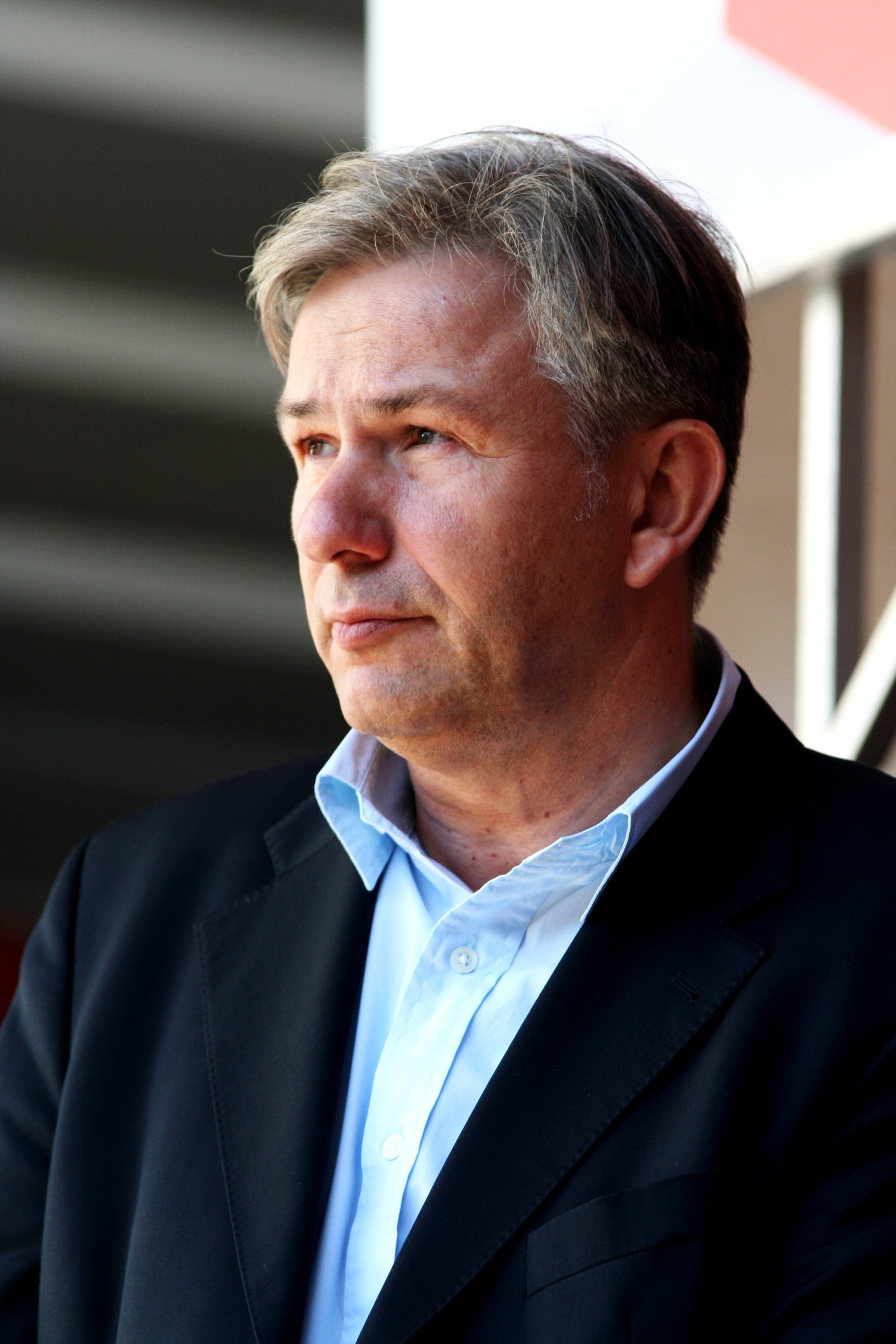
Klaus Wowereit

Karsten Morschett und Thomas Vetsch sind Gründer und Betreiber von Teddy Tour Berlin. Auf die Idee kamen sie, als sie nach einem Geschenk für einen Bekannten suchten, dessen Kuscheltier sie dann an verschiedenen Stellen in Berlin fotografierten. Mittlerweile erhalten sie Buchungen von Personen zwischen sechs und über 70 Jahren und aus den verschiedensten Ländern; zum Teil sind die Besitzer der Kuscheltiere nicht mehr selbst in der Lage, die Reise zu machen, und lassen ihr Plüschtier stellvertretend reisen. Auch zum Gedenken an Verstorbene, die gern in Berlin waren oder gewesen wären, werden mitunter Tiere auf die Reise geschickt. Teddy Tour Berlin unterstützt den Verein „Nestwärme“, wurde 2009 von Klaus Wowereit in den Wappensaal des Roten Rathauses eingeladen und im selben Jahr zum Botschafter Berlins ernannt. Teddy Tour Berlin wurde in zahlreichen Presse-, Radio- und Fernsehberichten vorgestellt.

## Angebot
Morschett und Vetsch bieten insbesondere Berlin-Rundfahrten mit dem Fahrrad oder mit öffentlichen Verkehrsmitteln für Kuscheltiere, die ohne ihre Besitzer auf Reisen sind, an. An verschiedenen Stellen der Tour werden Erinnerungsfotos gemacht, außerdem bringen die Tiere ein kleines Souvenir mit nach Hause. Auch Betreuung durch eine Physiotherapeutin sowie ein Picknick können gebucht werden. Neben den Stadtrundfahrten sind auch längere Berlin-Aufenthalte möglich. Von ihren Besitzern zu Morschett und Vetsch und zurück gelangen die Kuscheltiere in der Regel per Post.
Es gibt standardisierte Runden, die für die Tiere gebucht werden können, aber auch individuelle Angebote. Eine Domina aus München schickte etwa einmal einen Sado-Maso-Bären, dem einschlägige Lokale gezeigt werden sollten. Im Jahr 2010 wurde für eine 1,50 Meter hohe Plüschgiraffe aus Helsinki das Deluxe-Paket und eine Queer-Tour gebucht.

## Vorbilder und Nachahmer
In einem Artikel im Focus erinnert Christian Haas an die Reisen des Gartenzwerges in Die fabelhafte Welt der Amélie, in denen er ein Urbild der Kuscheltierreisen zu erkennen glaubt. Er konstatiert ferner, es würden wohl „persönliche Benachteiligungen und Konflikte in das Kuscheltier hineinprojiziert“, was so häufig vorkomme, dass der Markt für Stellvertreterreisen auch Konkurrenzprodukte zulasse. Unter anderem führt er hier den Reiseführer für Teddy & Co. von Polyglott auf. Im Spiegel wird von einem Prager Geschäftsmann berichtet, der dasselbe Konzept wie Morschett und Vetsch verfolgt.